# Turcilingi
I Turcilingi costituivano una delle milizie che, sotto la guida di Odoacre, rovesciarono l'impero romano d'occidente.

## Storia

### Fonti
Non si sa molto sui Turcilingi. I Turcilingi sono citati infatti solo in due fonti indipendenti: due volte nel De origine actibusque Getarum di Giordane, uno storico goto romanizzato che verso il 552 scrisse la storia del suo popolo, e una volta nella Historia Miscella di Landolfo Sagace, uno storico del X secolo continuatore dell'Historia Romana di Paolo Diacono. Sono menzionati una volta anche nell'Historia Langobardorum di Paolo Diacono, ma in un passo derivato da Giordane. 
Giordane cita i Turcilingi in due occasioni: allorché ricorda la loro partecipazione, sotto la guida di Odoacre, alla rivolta del 476 che segnò la fine dell'impero romano d'occidente e allorché riporta le motivazioni con cui nel 493 Teodorico, alla ricerca di un pretesto per invadere l'Italia, ricordò all'imperatore Zenone di Bisanzio che Roma era sotto la "tirannia", ossia il governo illegale, di Turcilingi e Rugi. La denuncia di Teodorico rimase memorabile: nel XVII secolo, per es., Lancelot Andrewes citò l'"inumanità e la barbarie dei Turcilingi" nel suo famoso sermone sulla congiura delle polveri.
Landolfo Sagace elenca i Turcilungi, con gli Sciri, fra le nazioni che parteciparono a fianco di Attila, re degli Unni, alla Battaglia dei Campi Catalaunici. Landolfo è l'unica fonte di questa informazione, dato che Giordane non fa menzione della presenza dei Turcilingi a Châlons; sebbene sia una fonte molto tarda (X secolo), è tuttavia possibile che Landolfo avesse accesso a documenti oramai perduti.
Paolo Diacono nomina i Turcilingi nel capitolo di apertura della sua "Storia dei Longobardi" fra i numerosi popoli che sono venuti dalla Germania in Italia prima dei Longobardi. Il brano è basato chiaramente su quello di Giordane, ma il riferimento alla Germania è unico. Si osservi nondimeno che Paolo Diacono affermava che i Turcilingi provenivano dalla Germania, non che fossero originari della Germania.

### Origine
Dalle fonti non è possibile inferire l'origine dei Turcilingi. Dall'esame delle fonti si è generalmente ipotizzato che fossero una popolazione germanica orientale apparentata agli Sciri, o quanto meno collegata agli Sciri da particolari affinità. Johann Kaspar Zeuss, seguito da Karl Müllenhoff, li identificava con i Ρουτίχλειοι menzionati nella Geografia di Claudio Tolomeo, ma l'etimologia alla base di quest'ultima ipotesi appare molto complessa. 
Zeuss ipotizzava che i Turcilingi fossero originari della Germania, forse del Baltico, da qui fossero passati con Unni nella Gallia, poi nelle regioni del Danubio, probabilmente nel Norico, prima di entrare in Italia con Odoacre. Nel XIX secolo alcuni studiosi ipotizzarono, senza fonti che corroborassero l'ipotesi, che i Turcilingi fossero nella sfera di influenza dei Goti e che la loro terra di origine fosse un territorio attorno all'Oder, posto fra quelli degli Sciri (a oriente), dei Vandali (a occidente) e dei Rugi (a settentrione). 
Si è tentato di trarre dati di tipo storico da considerazioni filologiche. In base all'assonanza, i Turcilingi sono stati identificati con i Turingi già da Johannes de Thurocz nel XVIII secolo: Odoacre sarebbe stato un turingio e il nome "Turcilingi" solo un errore di scrittura, per "Turingi", da parte di Giordane. Sempre in base al nome, Cesare Balbo li ha collegati ai Turchi. È stato inoltre ipotizzato l'etimologia di "Turcilingi" sia legata al nome di qualche capo o di qualche dinastia di sovrani: il suffisso «-ing» o «-ling» avrebbe il significato di "discendente di", e che quindi "Turcilingi" potrebbe essere equivalente a "discendente di Toghril (o Toghrul, o Togrul)".